# Сен-Лу-де-Шом
Сен-Лу-де-Шом (фр. Saint-Loup-des-Chaumes) — коммуна во Франции, находится в регионе Центр. Департамент — Шер. Входит в состав кантона Шатонёф-сюр-Шер. Округ коммуны — Сент-Аман-Монтрон.
Код INSEE коммуны — 18221.

## География
Коммуна расположена приблизительно в 230 км к югу от Парижа, в 125 км южнее Орлеана, в 29 км к югу от Буржа.
Вдоль западной и южной границ коммуны протекает река Шер.

## Население
Население коммуны на 2008 год составляло 290 человек.
| 1962 | 1968 | 1975 | 1982 | 1990 | 1999 | 2008 |
| ---- | ---- | ---- | ---- | ---- | ---- | ---- |
| 326  | 345  | 322  | 302  | 278  | 277  | 290  |

## Экономика
Основу экономики составляет сельское хозяйство.
В 2007 году среди 181 человека в трудоспособном возрасте (15-64 лет) 128 были экономически активными, 53 — неактивными (показатель активности — 70,7 %, в 1999 году было 77,6 %). Из 128 активных работали 107 человек (57 мужчин и 50 женщин), безработных было 21 (8 мужчин и 13 женщин). Среди 53 неактивных 15 человек были учениками или студентами, 23 — пенсионерами, 15 были неактивными по другим причинам.

## Достопримечательности
- Церковь Сен-Лу (XII век)
  - Алтарь (XVII век). Исторический памятник с 1938 года[3]
  - Люстра (XVII век). Исторический памятник с 1938 года[4]
  - Дарохранительница (XVII век). Исторический памятник с 1938 года[5]
- Руины замка (XIV век)
- Водяная мельница (XVIII век)
- Следы римского акведука

## Фотогалерея

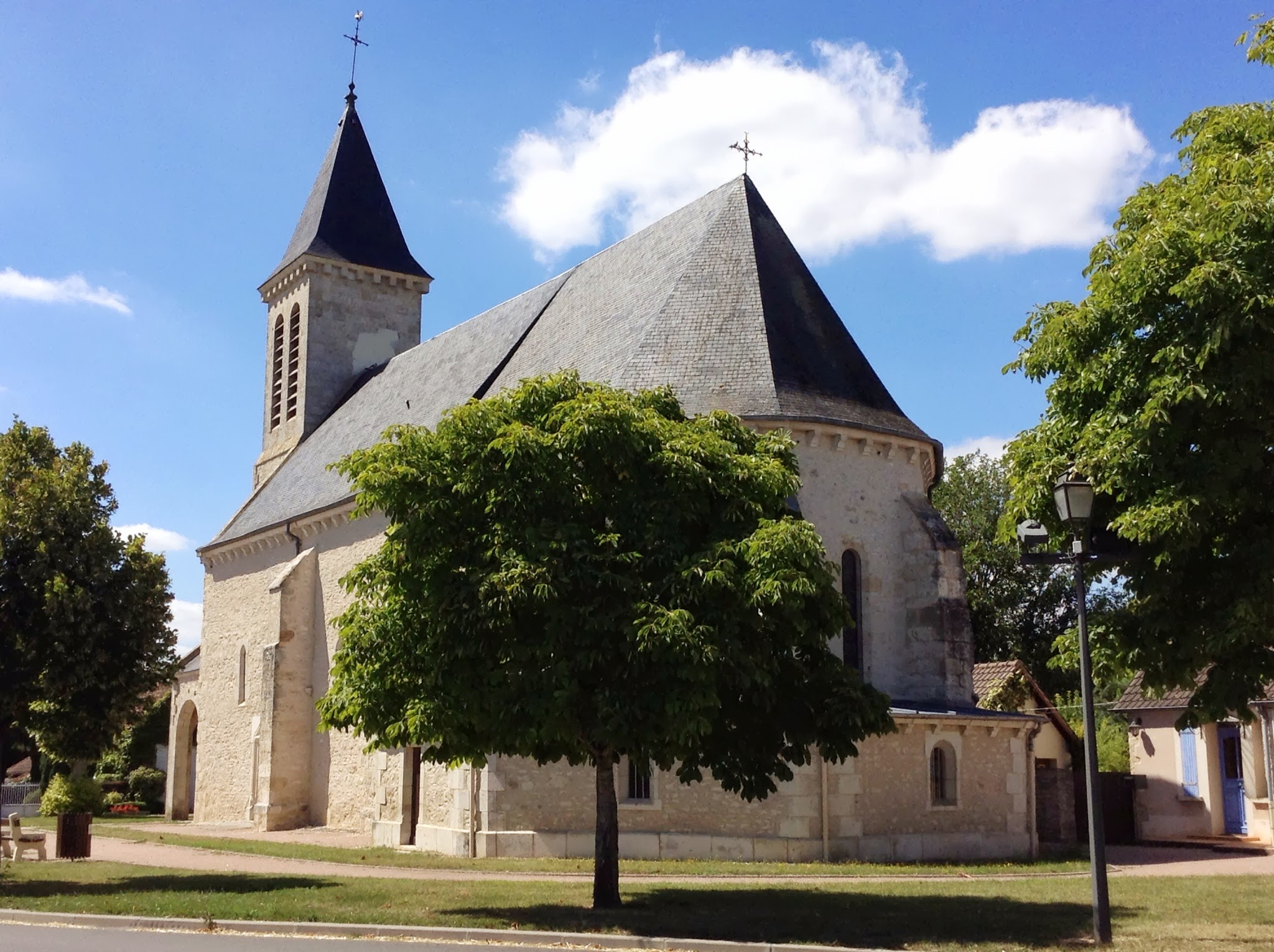
Церковь Сен-Лу
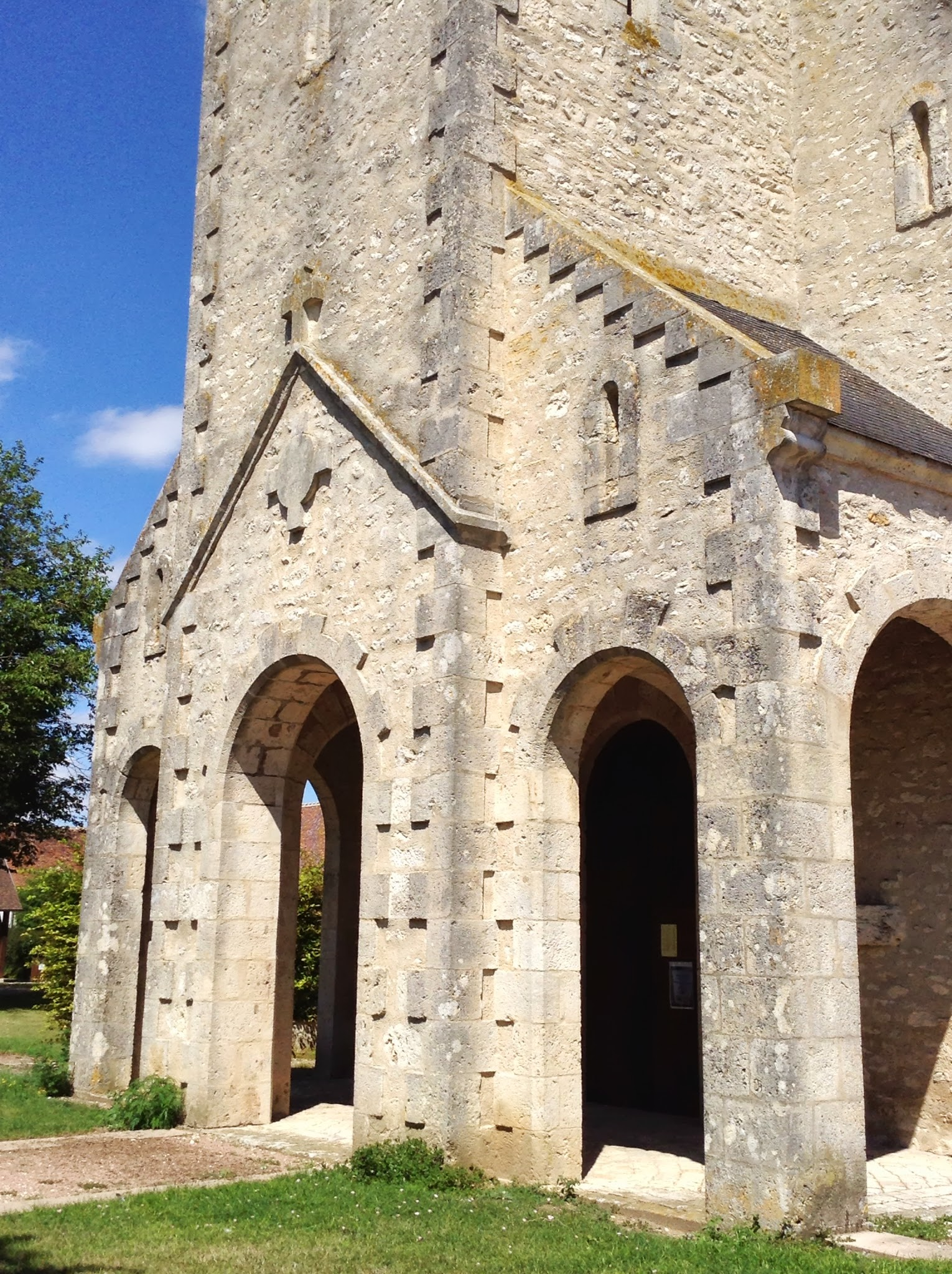
Церковь Сен-Лу
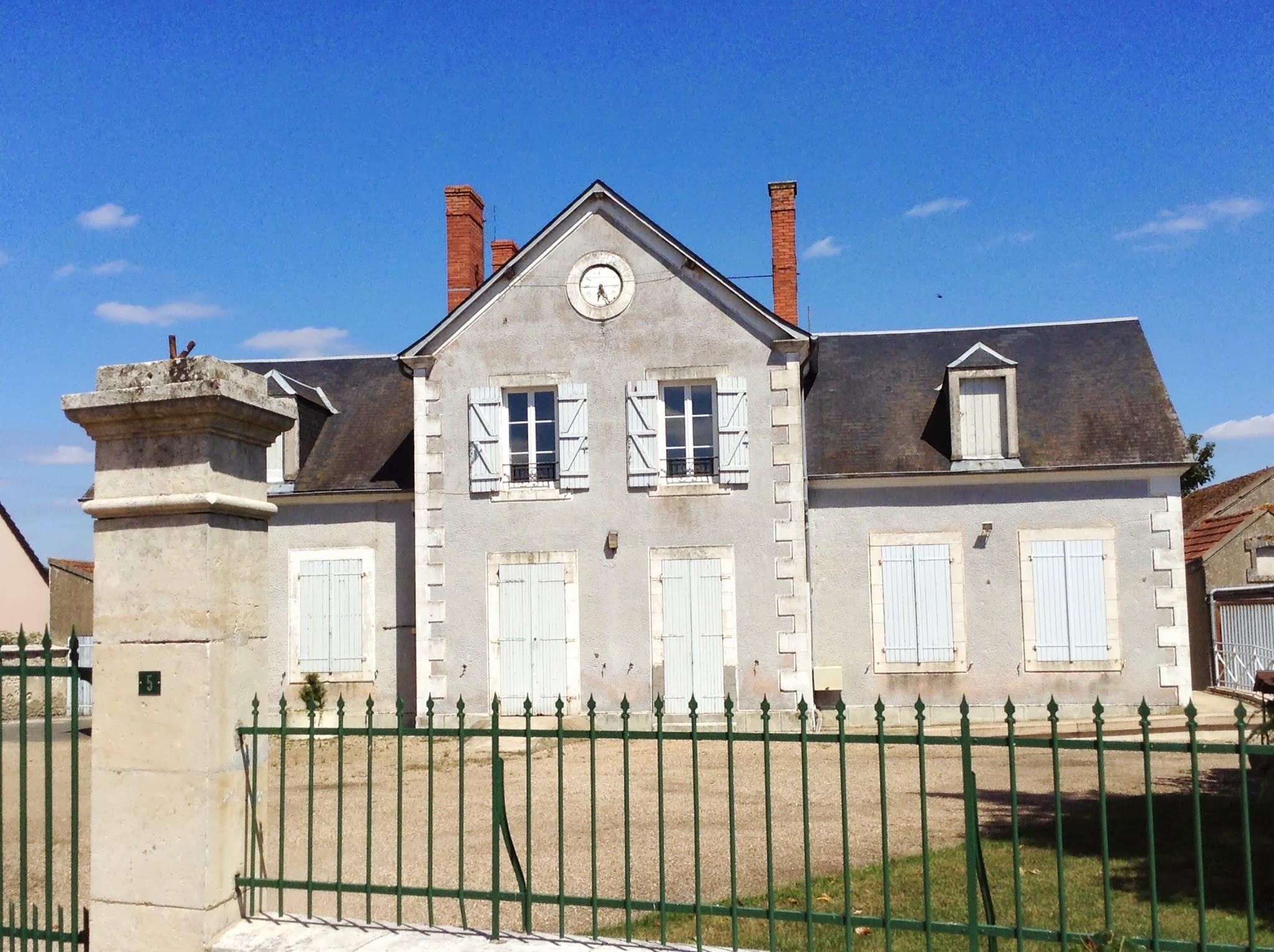
Бывшая мэрия
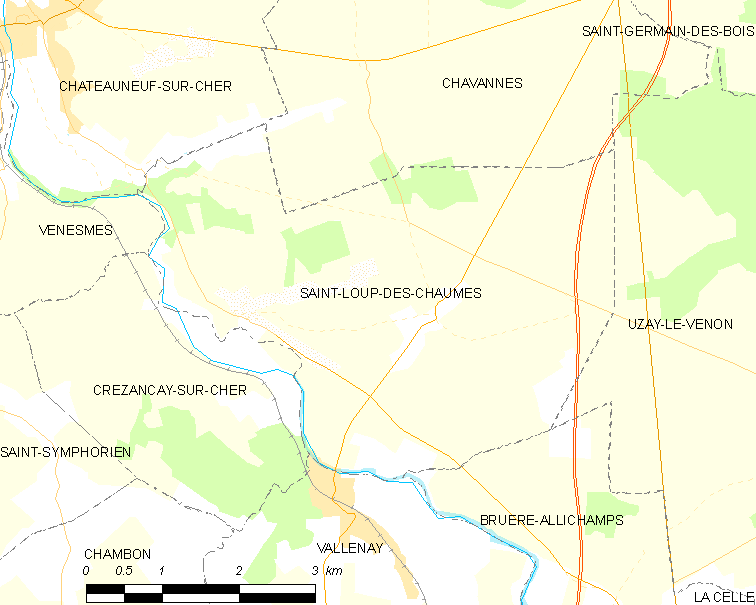
Карта коммуны